# Burilla

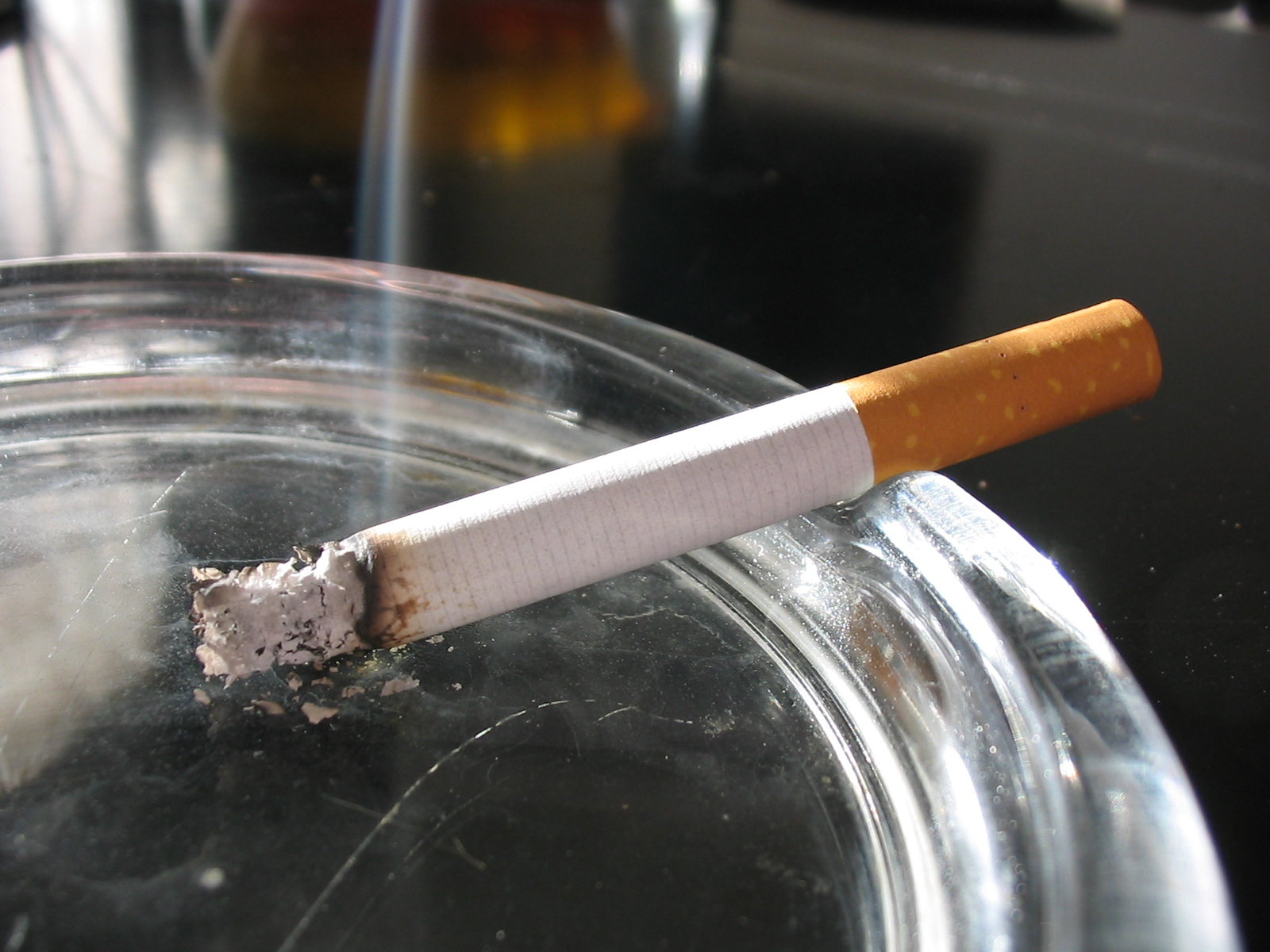
Un cigarret encès sobre un cendrer

Una burilla, punta de cigarret, punteta, llosca, cigala o cega és un cap de cigarret o cigarro, sobretot quan s'ha acabat de fumar.
Està associat a totes les conseqüències de salut que provoca el tabac, així com a la contaminació de les platges, del sòl urbà i del clavegueram. A més a més, esdevé una de les causes principals dels incendis —sobretot a l'estiu— i pot ser un instrument de tortura.
Malgrat les restriccions televisives i publicitàries a la indústria del tabac, les burilles encara tenen una visibilitat molt habitual i amb certs rols socials en pel·lícules i sèries.